# La Baffe
La Baffe és un municipi francès, situat al departament dels Vosges i a la regió del Gran Est. L'any 2007 tenia 630 habitants.

## Demografia

### Població
El 2007 la població de fet de La Baffe era de 630 persones. Hi havia 206 famílies, de les quals 24 eren unipersonals (12 homes vivint sols i 12 dones vivint soles), 79 parelles sense fills, 99 parelles amb fills i 4 famílies monoparentals amb fills.
La població ha evolucionat segons el següent gràfic:
Habitants censats

### Habitatges
El 2007 hi havia 232 habitatges, 210 eren l'habitatge principal de la família, 3 eren segones residències i 19 estaven desocupats. 219 eren cases i 12 eren apartaments. Dels 210 habitatges principals, 187 estaven ocupats pels seus propietaris, 20 estaven llogats i ocupats pels llogaters i 4 estaven cedits a títol gratuït; 2 tenien una cambra, 2 en tenien dues, 10 en tenien tres, 26 en tenien quatre i 171 en tenien cinc o més. 182 habitatges disposaven pel capbaix d'una plaça de pàrquing. A 60 habitatges hi havia un automòbil i a 141 n'hi havia dos o més.

### Piràmide de població
La piràmide de població per edats i sexe el 2009 era:
| Homes | Edats   | Dones |
| ----- | ------- | ----- |
| 0     | 95 o +  | 0     |
| 0     | 90 a 94 | 0     |
| 0     | 85 a 89 | 0     |
| 4     | 80 a 84 | 0     |
| 0     | 75 a 79 | 4     |
| 8     | 70 a 74 | 8     |
| 12    | 65 a 69 | 28    |
| 12    | 60 a 64 | 4     |
| 8     | 55 a 59 | 4     |
| 28    | 50 a 54 | 20    |
| 8     | 45 a 49 | 12    |
| 28    | 40 a 44 | 28    |
| 32    | 35 a 39 | 28    |
| 16    | 30 a 34 | 20    |
| 20    | 25 a 29 | 24    |
| 12    | 20 a 24 | 4     |
| 28    | 15 a 19 | 24    |
| 20    | 10 a 14 | 40    |
| 40    | 5 a 9   | 16    |
| 28    | 0 a 4   | 20    |

## Economia
El 2007 la població en edat de treballar era de 413 persones, 321 eren actives i 92 eren inactives. De les 321 persones actives 307 estaven ocupades (153 homes i 154 dones) i 14 estaven aturades (4 homes i 10 dones). De les 92 persones inactives 39 estaven jubilades, 39 estaven estudiant i 14 estaven classificades com a «altres inactius».

### Ingressos
El 2009 a La Baffe hi havia 206 unitats fiscals que integraven 637 persones, la mediana anual d'ingressos fiscals per persona era de 17.914 €.

### Activitats econòmiques
Dels 11 establiments que hi havia el 2007, 1 era d'una empresa extractiva, 1 d'una empresa de fabricació d'elements pel transport, 1 d'una empresa de fabricació d'altres productes industrials, 3 d'empreses de construcció, 2 d'empreses de comerç i reparació d'automòbils, 1 d'una empresa de serveis i 2 d'empreses classificades com a «altres activitats de serveis».
Dels 4 establiments de servei als particulars que hi havia el 2009, 1 era un paleta, 1 guixaire pintor, 1 lampisteria i 1 saló de bellesa.
L'any 2000 a La Baffe hi havia 6 explotacions agrícoles.

## Equipaments sanitaris i escolars
El 2009 hi havia 1 escola maternal i 3 escoles elementals. La Baffe disposava d'un liceu d'ensenyament general amb 72 alumnes.

## Poblacions més properes
El següent diagrama mostra les poblacions més properes.